# Saqui amazònic
Pithecia albicans és una espècie de mico de la família dels pitècids que es troba al Brasil.
És un dels saquis més grans. El cos fa de 36 a 56 centímetres de llarg, més la cua que en fa de 40 a 57. Pesa fins a 3 quilograms. Té el pèl llarg i llanut, majoritàriament marró grogós que es torna vermellós al ventre i a la cara interior de les extremitats, i negre a l'esquena i la cua. La cua és espessa i no és prènsil. La cara és fosca i sense pèls, i el nas és ample.
Viu en una petita zona de la conca de l'Amazones, al sud de l'Amazones entre els rius Juruá i Purus.
És actiu de dia i habita principalment el dosser superior del bosc. Es mouen per les branques a quatre grapes o saltant. Viuen en grups familiars de tres o quatre membres, i són monògams. Tenen una dieta de fruits i llavors, complementada amb flors, fulles i alguns insectes.